# Olga Lewinsky

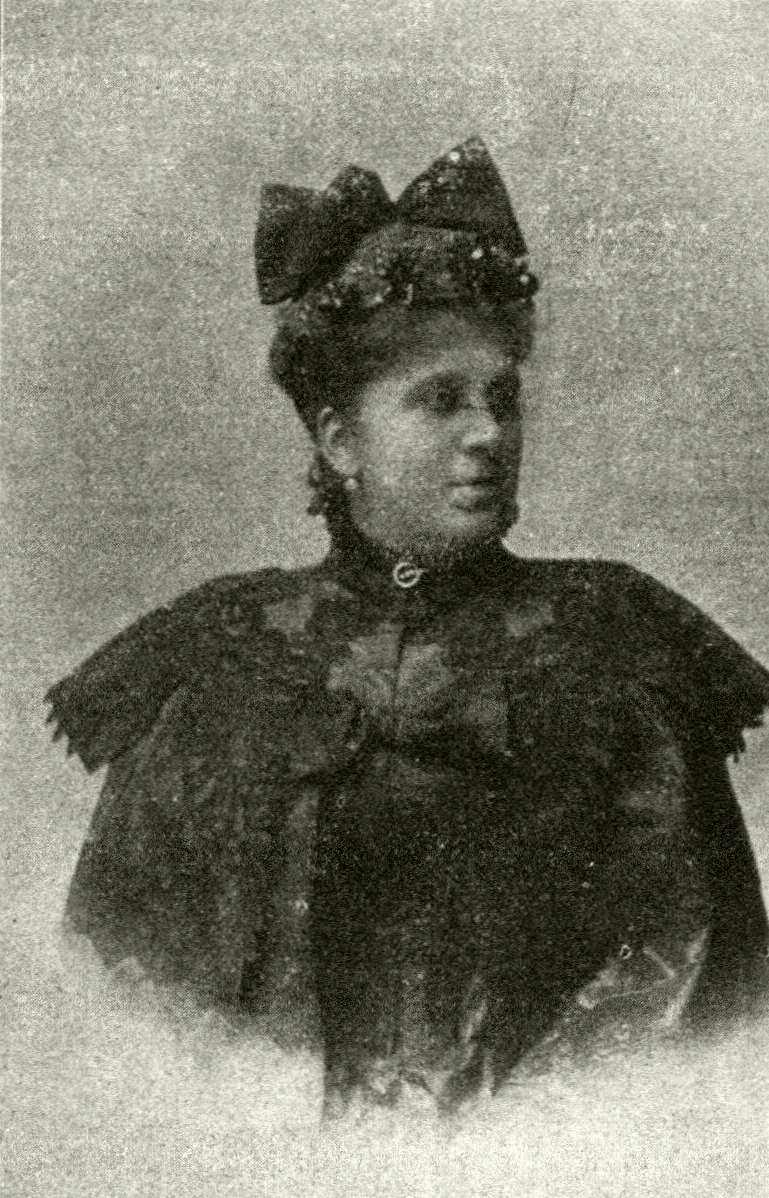
Olga Lewinsky, fotografiert von Rudolf Krziwanek († 1905)

Olga Lewinsky, geb. Precheisen (* 7. Juli 1853 in Graz; † 26. Juli 1935 in Wien) war eine österreichische Schauspielerin.

## Leben
Lewinsky war die Tochter eines kaiserlichen Verwaltungsbeamten und sollte nach dem Wunsch ihres Vaters Gouvernante werden; deshalb bekam sie eine solide Ausbildung. Da sie aber zum Theater wollte, riss sie von zu Hause aus und stand bereits mit knapp 16 Jahren am Schauspielhaus ihrer Vaterstadt auf der Bühne. Ihr Debüt gab sie in der Rolle als „Jolanthe“ in König Renées Tochter.
Anlässlich eines Gastspiels am Stadttheater Klagenfurt entdeckte sie die Schauspielerin Josefine Gallmeyer und empfahl sie an Heinrich Laube bzw. Joseph Lewinsky. Von ihrem Vorsprechen waren die beiden begeistert und nahmen sie unter Vertrag. Am 21. Juni 1871 war sie als „Johanna“ (Jungfrau von Orleans) erstmals am Burgtheater zu sehen. Eine Woche später brillierte sie in der Rolle des „Gretchens“. Das Publikum war begeistert und der einflussreiche Theaterkritiker Rudolf Baldek schrieb:
... geht man auf das Wesen und den Geist der Darstellung, so muß man diese vortrefflich, ja geradezu unübertrefflich nennen, ich füge sogar hinzu, daß ich während einer fast 20-jährigen Theaterneugierde, weder in noch außer dem Burgtheater ein Gretchen gesehen habe, welches sich mit dem von Fräulein Precheisen an Herzenswärme, Naturwahrheit, Naturfrische und Poesie auch nur entfernt messen durfte. Nie habe ich im Theater dieses Gretchen-Schicksal so tief und so echt auf mich einwirken gefühlt ...
1875 heiratete sie in Wien ihren Kollegen Joseph Lewinsky; mit ihm hatte sie eine Tochter, die spätere Schauspielerin Elsa Lewinsky. Am 28. September 1873 gab sie ihre offizielle Abschiedsvorstellung als „Julie“ und ging anschließend an das Deutsche Theater nach Prag. Dort blieb sie 1876 und verbrachte die nächsten drei Jahre auf ausgedehnten Gastspielen und Tourneen.
Johannes Brahms vertonte 1873 seine Ophelia-Lieder WoO22 für Olga Lewinsky.
1879 bis 1884 war Precheisen am Hoftheater Kassel engagiert und wurde anschließend an das Alte Theater nach Leipzig verpflichtet, wo sie bis Februar 1889 blieb. Danach kehrte sie ans Hoftheater nach Wien zurück und war dort bis einschließlich 7. Januar 1900 verpflichtet. Mit Wirkung vom 7. Juni 1896 wurde sie mit dem Titel Wirkliche Hofschauspielerin geehrt.
Ihre offizielle Abschiedsvorstellung gab Lewinsky am 7. Januar 1902 mit der 200. Aufführung der Maria Stuart und verabschiedete sich von der Bühne. Noch im selben Jahr nahm sie erneut ein Engagement an; vom 1. September bis Sommer 1902 war sie am Württembergischen Hoftheater in Stuttgart zu sehen. Anschließend war sie nur noch selten auf der Bühne zu sehen.
Franz Serafin Exner, der Rektor der Universität Wien betraute sie mit einem Lehrauftrag für Rhetorik und freies Sprechen und damit war sie eine der ersten Dozentinnen dieser Hochschule. 1910 trat sie an die Öffentlichkeit, als sie den Nachlass ihres verstorbenen Gatten veröffentlichte. In den 1920er Jahren hatte sie einige Auftritt beim Stummfilm. Sie starb knapp drei Wochen nach ihrem 82. Geburtstag am 26. Juli 1935 und fand ihre letzte Ruhestätte auf dem evangelischen Friedhof in Wien-Simmering (I, 489).

## Rollen (Auswahl)
Die Schauspielerin wurde zuerst im Liebhaberinnenfach eingesetzt, spielte aber später am Burgtheater auch die großen Heroinnen.
- Jolanthe – König Renées Tochter (Henrik Hertz)
- Johanna – Die Jungfrau von Orleans (Friedrich Schiller)
- Gretchen – Faust. Eine Tragödie (Johann Wolfgang von Goethe)
- Louise – Kabale und Liebe (Friedrich Schiller)
- Julia – Romeo und Julia (William Shakespeare)
- Maria – Maria Stuart (William Shakespeare)
- Hedwig – Wilhelm Tell (Friedrich Schiller)
- Frau Wedekind – Dornenweg (Felix Philippi)

## Filmografie
- 1922: Eine versunkene Welt
- 1922: Napoleon in Schönbrunn
- 1924: Der Fluch